# Хайнрих фон Виндек
Хайнрих фон Берг „фон Виндек“ (на немски: Heinrich von Berg, Heinrich von Windeck; * пр. 1247; † вер. 1298, погребан в катедралата Алтенберг) от Дом Лимбург-Арлон, е господар на замък Виндек в Северен Рейн-Вестфалия.

## Живот
Той е най-малкият син на граф Адолф IV фон Берг (1220 – 1259) и съпругата му Маргарета фон Хохщаден (1214 – 1314). Брат е на графовете Адолф V и Вилхелм I.
През 1271 – 1281 г. Хайнрих служи като гувернатор на брат си Адолф V, който през 1259 г. става граф на Берг. Той също, както братята си, помага на херцог Ян I от Брабант.
Хайнрих е погребан в катедралата Алтенберг (Одентал), както другите членове на фамилията Берг.

## Фамилия
Хайнрих се жени за Агнес фон Марк († сл. 1258), дъщеря на Енгелберт I фон Марк и Кунигунда фон Близкастел. Те имат децата: 
- Адолф VI († 3 април 1348), граф на Берг от 1308, женен 1312 г. за Агнес фон Клеве († 1361), дъщеря на Дитрих VI/VIII от Клеве
- Хайнрих († 24 април 1310), каноник в Кьолн
- Маргарета (* 1275/1280, † 1339/1346), омъжена 1313 г. за Ото IV (1276 – 1328), граф на Равенсберг.
- Кунигунда (1285/1286 – сл. 1355), абатеса на Гересхайм и Есен
- Елизабет, омъжена за Валрам фон Хайнсберг
- Агнес, монахиня в Грефрат